# Кропф, Макс
Макс Кропф (нем. Max Kropf; 25 ноября 1858, Дечин — 27 февраля 1940, Вена) — австрийский архитектор.
Кропф родился в семье Франца Кропфа и его жены Эммы Терезы, урожденной Фидлер, в Боденбахе, сегодняшние Подмоклы (район Дечина) в Чешской Республике. Первоначально получил образование в Политехническом институте в Праге, ныне Немецкий технический университет в Праге, а затем учился в Академии изящных искусств в Вене, где посещал мастерскую Фридриха Шмидта.
После завершения учебы Кропф полгода работал в мастерской в Санкт-Стефане. Между 1886 и 1890 годами он работал у Александра Вилеманса, который также был учеником Фридриха Шмидта.
В 1886 году он женился на Берте Штрахе (1861—1936), дочери депутата рейхстага во Франкфурте Эдуарда Макса Штрахе. Брак остался бездетным.
В 1887 году он принял участие в конкурсе проектов трех коттеджев Верингера (Вена, 18), выиграв два первых приза и еще один приз, который он получил вместе с несколькими другими архитекторами. Позже он также успешно участвовал в нескольких конкурсах: проектирование ратуши в Корнойбурге, в 1897 году учавтствовал в проектах кавалерийских казарм Ландвера II в Штоккерау С реализацией плана ратуши в Корнойбурге Кропф впервые проявил себя как самостоятельный архитектор в 1894 году.
Его сфера деятельности простиралась прежде всего на Корнойбург, Штоккерау и Вену, где он в основном проектировал и строил виллы и общественные здания. Улица в Штоккерау носит его имя. С 1912 года никаких других построек не зарегистрировано. За короткое время, около 18 лет, он реализовал проекты несколько зданий, которые были внесены в объекты по охране памятников, что подчеркивало его значимость как архитектора.
С 1926 г. до своей смерти в 1940 г. он жил на небольшую пенсию.

## Избранные работы
Работы, отмеченные " °) ", находятся под охраной памятников.

### Жилые, коммерческие и коммерческие здания
- Вилла 1895 г., Вена 17, Хойберггассе 11-11А
- 1898—1900: Хаус, Штоккерау, Др. Карл Реннерплац 2 (преобразование)
- 1900: Вилла, Вена 17, Хойберггассе 1
- 1899: Торговый дом компании Meinl, Вена 1, Флейшмаркт 7
- 1904—1905: Шоколадная фабрика Julius Meinl AG, Вена 16, Heigerleinstraße 74 (изменено)°)
- 1904: Вилла Химмельбауэр, Штоккерау, Ам Нойбау 1-3, Нижняя Австрия (Торговая палата)
- 1910: Вилла Химмельбауэр, Вена 19, Грегор-Мендель-Штрассе 40 (ранее Хохшульштрассе, изменена)
- 1910: особняк Вальдхоф, Оберрорбах Herrenhaus «Waldhof» auf Der Standard, abgerufen am 25. September 2019

### Общественные здания
- 1894—1896: Ратуша Корнойбурга (1-е место в конкурсе)°)
- 1894—1896: Студенческая семинария, Штоккерау, Унтер-ден-Линден 2, Нижняя Австрия °)
- 1898: Башня монастырской церкви августинцев, Корнойбург, Штоккерауэрштрассе, Нижняя Австрия °)
- 1898: городской фонтан Корнойбург, главная площадь, Нижняя Австрия.
- 1898: Кавалерийские казармы Ландвера II, Штоккерау, NO (конкурс, 1. Цена, из казармы Принца Ойгена 1935 г.) °)
- 1907—1908: Федеральная средняя школа, Штоккерау, Унтер-ден-Линден, 16, Нижняя Австрия °)
- 1909—1910: Больница расширения, Штоккерау, Ландштрассе 16-18, Нижняя Австрия °)

## Награды
- 1880: Премия фон Стремайера
- 1909: Золотой крест с короной вместе с мастером-строителем Иоганном Вольфом за строительство новой приходской церкви св. Анны в Баумгартене.